# Folketingsvalget 26. februar 1853
Der blev afholdt valg til Folketinget 26. februar 1853. Valget fandt sted mindre end et år efter valget i 1852. Baggrunden var, at regeringen kom i mindretal om et lovforslag om at flytte toldgrænsen fra Ejderen til Elben.
I Danmark valgtes 100 folketingsmedlemmer i 100 enkeltmandsvalgkredse. På Færøerne valgtes 1 medlem 30. marts 1853. Der blev ikke afholdt suppleringsvalg i valgperioden som kun blev 3 måneder.
36 folketingsmedlemmer blev valgt ved kåring, mens 64 blev valgt ved skriftlig afstemning. Ved de skriftlige valg var der i 2 valgkredse 4 kandidater, i 7 valgkredse var der 3 kandidater, og i 55 valgkredse var der 2 kandidater. I de 64 valgkredse med afstemning var der 135.768 valgberettigede vælgere. 40,4 % af de valgberettigede vælgere i de 64 valgkredse  stemte.

## Resultat
| Parti                             | Stemmer i alt | Procent | Mandater | +/- |
| --------------------------------- | ------------- | ------- | -------- | --- |
| Alliancen af Højre og Bondevenner |               |         | 52       | +3  |
| De Nationalliberale               |               |         | 40       | -7  |
| Uden for gruppe                   |               |         | 9        | +4  |
| Total                             |               |         | 101      |     |